# Arthur Amorim Santos
Arthur Amorim Santos (Maceio, 2001 - São Paulo, 26 de janeiro de 2011) é o autor do livro infanto-juvenil As Aventuras de Yoshito. O livro foi escrito em 2008 dentro do Hospital AC Camargo, enquanto Arthur, um pequeno especialista em dinossauros, fazia tratamento de um raro câncer. Arthur Amorim faleceu em 26 de janeiro de 2011 em virtude da Rabdomiossarcoma.

## História
Em 2008, ele começou a se tratar no Hospital AC Camargo, em SP. De lá para cá, escreveu um livro sobre os dinos, "As Aventuras de Yoshito", e já pensava em fazer outro: "Yoshito Com Câncer".
O menino pelo menos realizou um dos seus sonhos: foi ao programa de Jô Soares conversar sobre dinossauros.
Sagaz como um troodon, o "dinossauro mais inteligente do mundo", como dizia, sabia nomes, tamanhos e épocas em que viveram os animais. Ao ser presenteado pelo apresentador com um boneco, foi questionado sobre que espécie era. "A fábrica que inventou esse dinossauro, ele não existe", disse.
Arthur desenhava e modelava bichos em massinha. Segundo a médica Cecília da Costa, que cuidou dele, ele era cativante. Ela guardou os desenhos que ganhou.

O pai, o consultor Claudio, conta que o filho não se abatia. Quando lhe questionaram sobre o que desejava, ele quis brincar com o irmão Vinicius, 12. Depois, pouco antes de morrer, saiu da cama e abraçou o pai.